# الغرفة (الجميمة)

تعديل مصدري - تعديل

الغرفة هي إحدى قرى عزلة بقره الشرقية والوسطى بمديرية الجميمة التابعة لمحافظة حجة، بلغ تعداد سكانها 57 نسمة حسب تعداد اليمن لعام 2004.